# Phyllanthus acuminatus
Phyllanthus acuminatus là một loài thực vật có hoa trong họ Diệp hạ châu. Loài này được Vahl miêu tả khoa học đầu tiên năm 1791.